# بيريستيري
بيريستيري : (باليونانية: Περιστέρι)، (بالإنجليزية:Peristeri)، مدينة يونانية تقع في وسط جنوب البلاد ضمن منطقة أتيكا الإدارية، وهي إحدى ضواحي مدينة أثينا من الجهة الشمالية الغربية.

## الموقع، التسمية والسكان
تتصل بيريستيري بمدينة أثينا من الشرق والجنوب الشرقي، حيث يشكل نهر سيفيسوس (كيفيسوس) الحد الفاصل بين المدينتين، إلى الجنوب منها تقع بلدية إيغاليو، من ناحية الغرب خايداري، ومن الشمال أغيي أنارغيري.
يبلغ عدد سكان المدينة حوالي 145,000 نسمة، وبالتالي تكون رابع أكبر مدينة في اليونان بعد أثينا، سالونيك وبيرايوس.
اسم المدينة يعني الحمامة باللغة اليونانية.

## متفرقات
- يوجد في المدينة جالية كبيرة العدد من الآشوريين الذين هاجروا إليها من العراق وتركيا قبل 30 عاماً.
- تقع المدينة ضمن نطاق مترو أثينا حيث توجد ضمنها محطة مترو واحدة هي الأخيرة من الشمال على الخط (2)، ومن المخطط إنشاء محطتين أخرى ين قريباً.
- أهم نادي كرة قدم في المدينة يدعى بي إيه إي أتروميتوس (باي أتروميتوس)، ويلعب في الدوري اليوناني لكرة القدم في الدرجة الأولى.

## توأمة
لبيريستيري اتفاقيات توأمة مع كل من:
- ياش
- روسه

## أعلام
- جورجيوس ستيفانوبولوس
- أنجيلا ديميتريو
- كليوباس غيانو

## وصلات خارجية
- الموقع الرسمي (باليونانية)